# Aznauri
Aznauri in georgiano აზნაური? pl. aznaurni, აზნაურნი, o aznaurebi, აზნაურები, era una classe nobiliare georgiana.
Il termine deriva dal medio persiano āznāvar, che a sua volta corrisponde semanticamente al medio persiano āzād e all'avestico āzāta- ("nobiltà"). Il termine è legato al pahlavi āzāt-ān, "libero" o "nobile", che è elencato come la classe più bassa della nobiltà libera nell'iscrizione Hajjiabad del re Sapore I (240-270), e parallelamente all'azat dell'Armenia. Appare per la prima volta nel "Martirio della santa regina Shushanik", un'opera di letteratura agiografica georgiana del V secolo. Un testo successivo, noto come Cronache georgiane, curato da Leonti Mroveli, fa derivare "aznauri" dal sovrano semileggendario Azon (il georgiano -uri è un suffisso aggettivale comune), i cui 1.000 soldati disertarono e furono poi chiamati aznauri dal rivale vittorioso di Azon, Farnabazo. Questa etimologia è palesemente falsa.
La stratificazione all'interno dell'aristocrazia feudale della Georgia, genericamente nota come "aznauri", divenne evidente già nel IX-X secolo. Si iniziò a distinguere un substrato più elevato aggiungendo il titolo di "didebuli", cioè gli aznauri che ricoprivano la "dideba", una carica cortigiana particolarmente elevata. Più tardi, nel Medioevo, si fece una distinzione più chiara tra un aznauri (ora nobile dipendente), e un tavadi e mtavari (principe dinastico); dal XV secolo, l'aznauri era considerato un qma (letteralmente, "vassallo") del suo signore, sia laico che ecclesiastico. Questa forma di dipendenza è stata poi sottoposta a una regolamentazione formale con il Codice delle leggi di Vakhtang VI, codificato tra il 1705 e il 1708, che ha regolato in modo flessibile una versione georgiana del feudalesimo (batonq'moba) anche dopo l'annessione russa della Georgia all'inizio del XIX secolo. Successivamente, negli anni Venti del XIX secolo, lo status di aznauri fu equiparato a quello dei dvoryanstvo (senza titolo) della Russia.